# Rio Cosson
O rio Cosson é um rio dos departamentos de Loir-et-Cher e Loiret, em França. Nasce perto de Vannes-sur-Cosson, em Sologne, e é afluente do rio Beuvron, que por sua vez é afluente do rio Loire.
Ao longo do seu percurso de 96,5 km, o rio Cosson atravessa os seguintes departamentos e comunas:
- Departamento de Loir-et-Cher : Bauzy, Blois, Candé-sur-Beuvron, Cellettes, Chailles, Chambord, Cour-Cheverny, Crouy-sur-Cosson, La Ferté-Saint-Cyr, Huisseau-sur-Cosson, Saint-Gervais-la-Forêt, Thoury, Vineuil.
- Departamento de Loiret : La Ferté-Saint-Aubin, Ligny-le-Ribault.

## Ver também

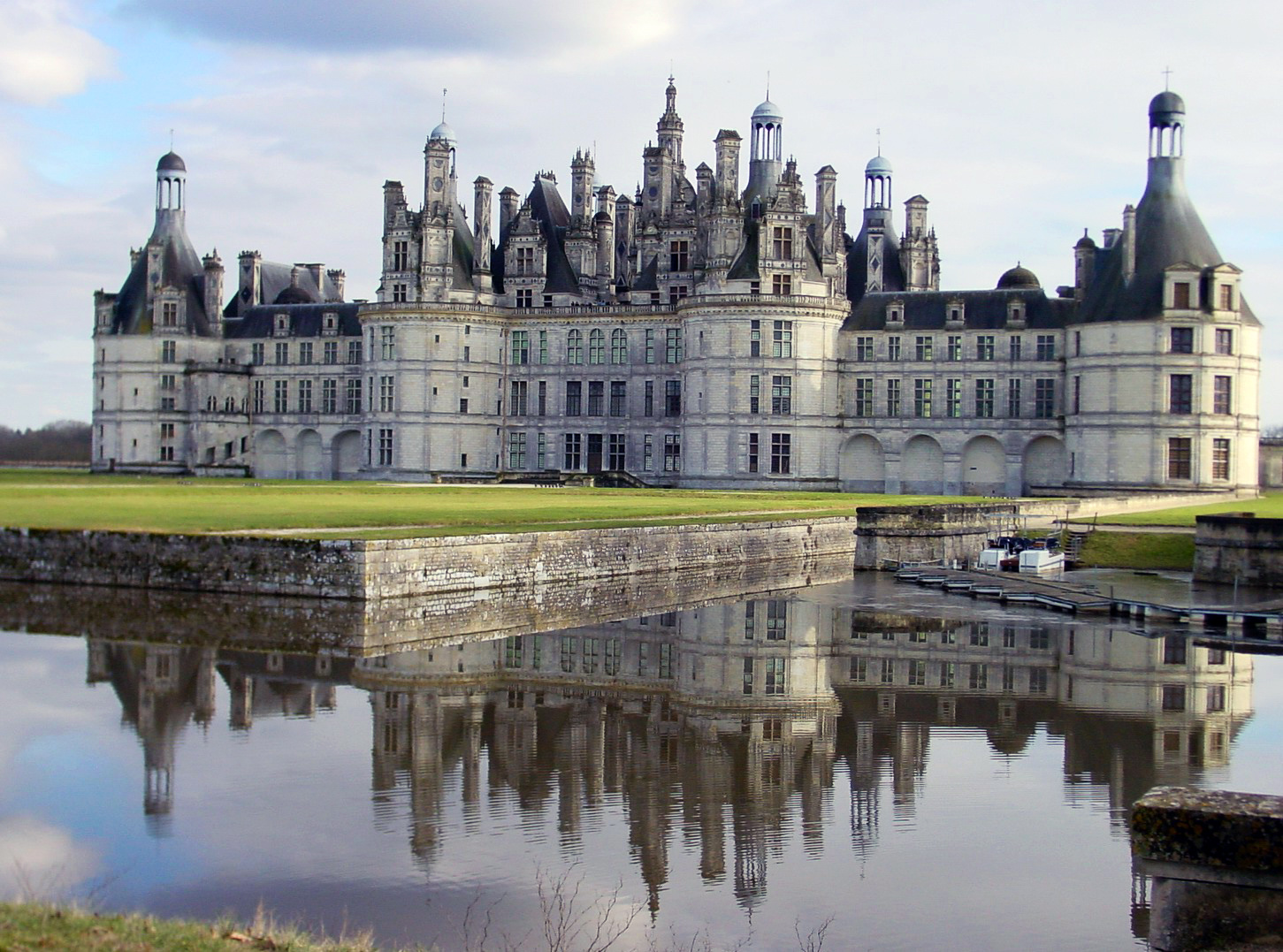
Os fossos do Castelo de Chambord são alimentados por um canal que provém do rio Cosson